# Срібна підвіска
Срі́бна підві́ска (каз. Күміс алқа) — державна нагорода Республіки Казахстан, що має статус ордена. Заснована у 1993 році.
До 2010 року нею нагороджували матері які народили і виховали вісім дітей. З 2010 року Срібною підвіскою нагороджуються матері, які народили і виховали шестеро дітей. Нагородження підвіскою проводиться по досягненні шостою дитиною віку одного року й за наявності в живих інших дітей цієї матері.
При нагородженні Срібною підвіскою враховуються також діти:
- усиновлені матір'ю у встановленому законодавством порядку;
- загиблі чи зниклі безвісти при захисті інтересів Республіки Казахстан, або при виконанні інших службових обов'язків, загиблі внаслідок стихійного лиха або при виконанні громадянського обов'язку по врятуванню людського життя і матеріальних цінностей, у боротьбі зі злочинністю та під час охорони громадського порядку, а також померлі внаслідок поранення, каліцтва або захворювання, отриманих за зазначених обставин, або внаслідок трудового каліцтва чи професійного захворювання.

Багатодітним матерям, які нагороджені Срібною підвіскою, пільги можуть бути встановлені за рахунок коштів місцевих бюджетів.